# Werner Hublitz

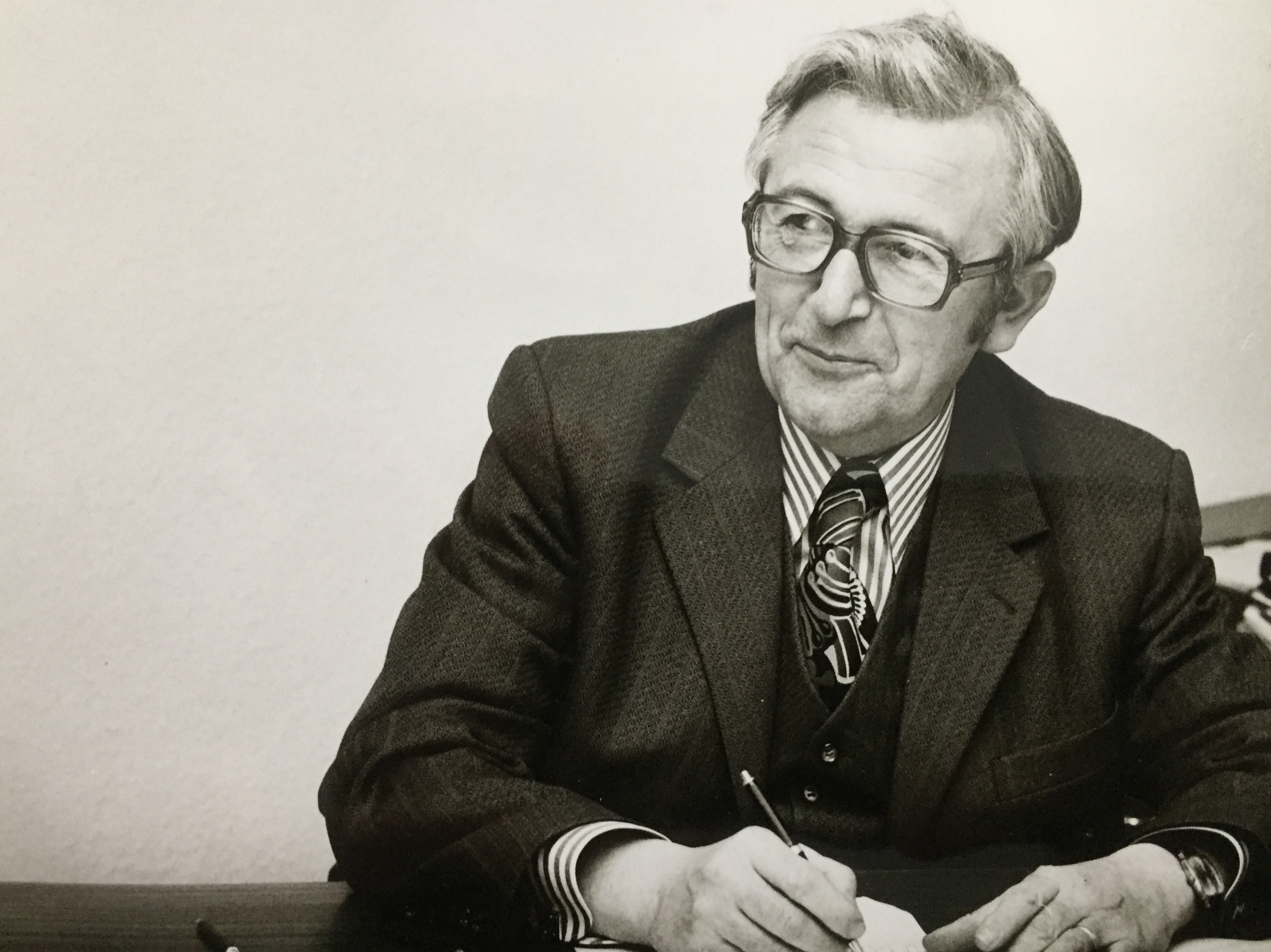
Werner Hublitz

Werner Hublitz (* 10. März 1926 in Obermoschel; † 15. September 2004 in Rockenhausen) war ein deutscher Steuerbeamter und Politiker (SPD).

## Leben
Hublitz besuchte von 1932 bis 1940 die Volksschule Obermoschel. 1940 begann er eine Lehre bei der Steuer- und Gemeindeeinnehmerei Obermoschel und besuchte die Verwaltungs- und Sparkassenschule in Kaiserslautern. Zwischen 1943 und 1945 leistete er Kriegsdienst. Ab 1945 arbeitete er in der Steuer- und Gemeindeeinnehmerei in Alsenz und Obermoschel. 1950 legte er die Erste und 1953 die Zweite Verwaltungsprüfung und 1956 die Prüfung für den pfälzischen Steuer- und Gemeindeeinnehmereidienst ab. 1958 wurde er Einnehmerei-Inspektor und 1961 geschäftsleitender Beamter der Bürgermeisterei Obermoschel.

## Politik
Hublitz trat 1956 der SPD bei und war Vorstandsmitglied des SPD-Unterbezirks Donnersbergkreis.
1956 wurde er Mitglied des Stadtrats Obermoschel und 1960 Erster Beigeordneter. Er war ab 1960 Mitglied des Kreistags und des Kreisausschusses Rockenhausen bzw. Donnersbergkreis und dort SPD-Fraktionsvorsitzender. 1956 wurde er auch Mitglied der Regionalvertretung Westpfalz. Von 1972 bis 1990 war er Bürgermeister der Verbandsgemeinde Alsenz-Obermoschel.
Am 16. September 1969 rückte er für Adolf Rothley in den Landtag Rheinland-Pfalz nach. Bei der Landtagswahl in Rheinland-Pfalz 1971 wurde er erneut in den Landtag gewählt, dem er bis zum 12. Dezember 1972 angehörte. Im Landtag war er in der 7. Wahlperiode Vorsitzender der Rechnungsprüfungskommission und Mitglied im Haushalts- und Finanzausschuss.
Daneben war er Vorsitzender im Verkehrsverein Obermoschel, Geschäftsführer der Protestantischen Hospitalstiftung Obermoschel, ehrenamtlicher Richter beim Arbeitsgericht Kaiserslautern, Mitglied der Planungsgemeinschaft Westpfalz, im Verwaltungsrat der Kreissparkasse Rockenhausen, im Vorstand des Pfälzischen Verkehrsverbands, 1951 Gewerkschaftsmitglied und Gründungs- und Vorstandsmitglied der Einnehmereifachgruppe der Pfalz in der Gewerkschaft Öffentliche Dienste, Transport und Verkehr.

## Auszeichnungen
- Bundesverdienstkreuz Erster Klasse (1998)
- Verdienstorden des Landes Rheinland-Pfalz (1992)
- Dr.-Johann-Christian-Eberle-Medaille
- Verfassungsmedaille